# Tom Root
Tom Root (Iowa City, 20 settembre 1973) è uno sceneggiatore, produttore televisivo e doppiatore statunitense.

## Biografia
Root è nato a Iowa City nel 1973. Ha frequentato la Central Michigan University, laureandosi in giornalismo. Mentre era al CMU, Root ha curato il giornale degli studenti CM Life.

## Filmografia parziale

### Sceneggiatore
- Titan Maximum – serie animata, 9 episodi (2009)
- Robot Chicken – serie animata, episodio 7x16 (2014)
- SuperMansion – serie animata, 3 episodi (2015-2017)

### Doppiatore
- Robot Chicken – serie animata, 61 episodi (2005-2018)
- Titan Maximum – serie animata, episodi 1x1-1x3 (2009)
- SuperMansion – serie animata, 16 episodi (2015-2017)
- American Dad! – serie animata, 3 episodi (2017)

## Doppiatori italiani
Da doppiatore è sostituito da:
- Nanni Baldini in Robot Chicken
- Oreste Baldini in Robot Chicken
- Antonella Baldini in Robot Chicken

## Premi e riconoscimenti
Annie Awards
- 2009 - Miglior scrittura in una produzione televisiva animata o formato breve per Robot Chicken: Star Wars Episodio II
- 2011 - Miglior scrittura in una produzione televisiva per Robot Chicken: Star Wars Episodio III

Primetime Emmy Awards
- 2007 - Nomination come miglior programma d'animazione per Robot Chicken
- 2008 - Nomination come miglior programma d'animazione per Robot Chicken: Star Wars
- 2009 - Nomination come miglior programma d'animazione per Robot Chicken: Star Wars Episodio II
- 2010 - Miglior programma d'animazione a formato breve per Robot Chicken
- 2011 - Nomination come miglior programma d'animazione per Robot Chicken: Star Wars Episodio III
- 2011 - Nomination come miglior programma d'animazione a formato breve per Robot Chicken
- 2012 - Nomination come miglior programma d'animazione a formato breve per Robot Chicken
- 2013 - Nomination come miglior programma d'animazione a formato breve per Robot Chicken
- 2014 - Nomination come miglior programma d'animazione a formato breve per Robot Chicken
- 2015 - Nomination come miglior programma d'animazione a formato breve per Robot Chicken
- 2016 - Nomination come miglior programma d'animazione a formato breve per Robot Chicken